# Makranc
Makranc (szlovákul: Mokrance) község Szlovákiában, a Kassai kerület Kassa-környéki járásában.

## Fekvése
Kassától 24 km-re délnyugatra, az Ida-patak partján fekszik.

## Története
1217-ben a pápai tizedjegyzékben említik először az egri püspökség birtokaként. 1317-ben „villa Mokranch” néven szerepel az egri püspökség oklevelében, melyben tizedét az egri káptalannak adja. Ekkor már részben az Aba nemzetség birtoka. 1323-ban Jányok határleírása során Markard Imre fia Miklós birtokaként említik. 1343-ban tűnik fel Felső Makranc, amely a mai falutól északra feküdt. 1365-ben Szikszay Imre fia Péter a birtokosa. 1402-ben Luxemburgi Zsigmond más birtokokkal együtt Makrancot is hívének, Perényi Péternek adta. Nagyida várának felépültével annak tartozéka lett. 1410-ben felmentést kapott a vámfizetés alól. A 15. században valószínűleg a Rozgonyiak birtoka, 1425 és 1438 között Rozgonyi Péter volt az egri püspök. 1473-ban a Turczai család szerezte meg, de 1512-ben újra megszerzik a Perényiek.
A század közepén lakói reformátusok lettek. 1566-ban a császári katonaság lerombolta Nagyida várát, így annak uradalma is megszűnt. A török pusztítások következtében lakosságának száma lecsökkent. 1630-ban mindössze kettő portája volt gazdák kezében, emellett egy és negyed zsellérportája volt. A 18. század első felétől különböző nemesi családok birtokolták. 1715-ben egy, 1720-ban három háztartása létezett. 1722-ben 37 háztartása volt, mely 10 nemesi családhoz tartozott.
A 18. század végén Vályi András így ír róla: „MAKRANCZ. Magyar falu Abaúj Várm. földes Urai több Uraságok, lakosai külömbfélék, fekszik Szepsihez nem meszsze, és annak filiája, fája nints, földgye termékeny.”
Első temploma a 18. században épült, azonban a 19. században egy tűzvészben annyira megsérült, hogy 1885-ben le kellett bontani. Helyette 1907-ben új templomot építettek. 1828-ban 130 háza és 945 lakosa volt. Lakói mezőgazdasággal és állattartással foglalkoztak.
Fényes Elek 1851-ben kiadott geográfiai szótárában így ír a faluról: „Makrancz, magyar falu, Abauj vmegyében, Szepsihez egy órányira: 820 kath., 7 evang., 64 ref., 26 zsidó lak. Kath. és ref. fil. templomok. Ékesíti a Bánó uraság szép lakháza. F. u. többen. Ut. p. Kassa.”
Borovszky Samu monográfiasorozatának Abaúj-Torna vármegyét tárgyaló része szerint: „Nyugatra innen fekszik Makrancz, 135 házzal 771 magyar és tót ajku lakossal. postája és távirója Szepsi. A község hajdan jelenlegi helyétől mintegy másfél kilométernyire északra feküdt. Miután egy tűzvész teljesen elpusztította, épült föl mostani területén. Temploma, melyet 1885-ben lebontottak, még a husziták idejéből ered és kőfallal volt körülvéve. A templom falából még most is őriznek két feliratos kőtáblát, melyeknek szövegét még nem tudták megfejteni.”
A trianoni diktátumig Abaúj-Torna vármegye Csereháti járásához tartozott.

## Népessége
| Év:            | 1994. | 2004.   | 2014.   | 2024.    |
| -------------- | ----- | ------- | ------- | -------- |
| Emberek száma: | 1287  | 1345    | 1369    | 1563     |
| Eltérés:       |       | +4,50 % | +1,78 % | +14,17 % |

| Év:            | 2023. | 2024.   |
| -------------- | ----- | ------- |
| Emberek száma: | 1513  | 1563    |
| Eltérés:       |       | +3,30 % |

1910-ben 853-an, túlnyomórészt magyarok lakták.
2001-ben 1321 lakosából 831 szlovák és 467 magyar volt.
2011-ben 1366 lakosából 946 szlovák és 375 magyar.

## Nevezetességei
Szent István király tiszteletére szentelt, római katolikus temploma 1907-ben épült neogótikus stílusban.